# فرشته‌کوسه آرژانتینی
فرشته‌کوسه آرژانتینی (نام علمی: Squatina argentina) نام یک گونه از سرده فرشته‌کوسه‌سانان است.